# 秦钺
秦钺（1482年—1540年），字懋功，号屿湖，浙江慈溪人。明朝政治人物。

## 生平
正德九年（1514年）甲戌科殿試，登进士第。曾任湖广攸县知县，正德十四年（1519年）八月实授江西道監察御史，嘉靖二年（1523年）巡按南直隶，条陈两淮盐法五事，四年巡按江西，六年正月升山东按察司副使、整饬徐州兵备，轉山東左參政，嘉靖十二年七月升本省按察使，十三年二月升本省右布政使，十四年三月升江西左布政使，三月官至都察院右副都御史，巡抚江西。有子秦宗道。

## 著作
- 《慈湖遗书》二十卷
- 《中顺大夫广东按察司副使罗公神道碑》，秦钺书丹
- 《四明丛书》，:明嘉靖年间秦钺刻本